# Chrom(II)-oxid
Chrom(II)-oxid (CrO) ist eine anorganische chemische Verbindung von Chrom und Sauerstoff (genauer ein Oxid von Chrom).

## Gewinnung und Darstellung
Chrom(II)-oxid kann durch Reduktion von Chrom(III)-oxid mit Phosphinsäure gewonnen werden:
{\displaystyle \mathrm {H_{3}PO_{2}+2\ Cr_{2}O_{3}\rightarrow 4\ CrO+H_{3}PO_{4}} }
Schwarzes Chrom(II)-oxid entsteht auch bei der thermischen Zersetzung von Chromhexacarbonyl bei 250 bis 550 °C im Vakuum oder bei Reaktion von Chromamalgam mit Salpetersäure.
Ein hexagonales braun-rotes Kristallpulver kann durch Reduktion von Chrom(III)-oxid mit Wasserstoff gewonnen werden.

## Eigenschaften
Chrom(II)-oxid besitzt eine Natriumchlorid-Struktur und disproportioniert bei höheren Temperaturen in Chrom und Chrom(III)-oxid. Es existiert nicht in kompakter Form, kann aber auf kubischen Substraten als CrxO (0,67<x<1) wachsen.

## Verwendung
Verwendet wird Chrom(II)-oxid als Bestandteil von Tonermaterialien und als Bestandteil und Zwischenprodukt von Chromoxid-Dünnschicht-Strukturen in der Elektronikindustrie.